# Chroustek letní

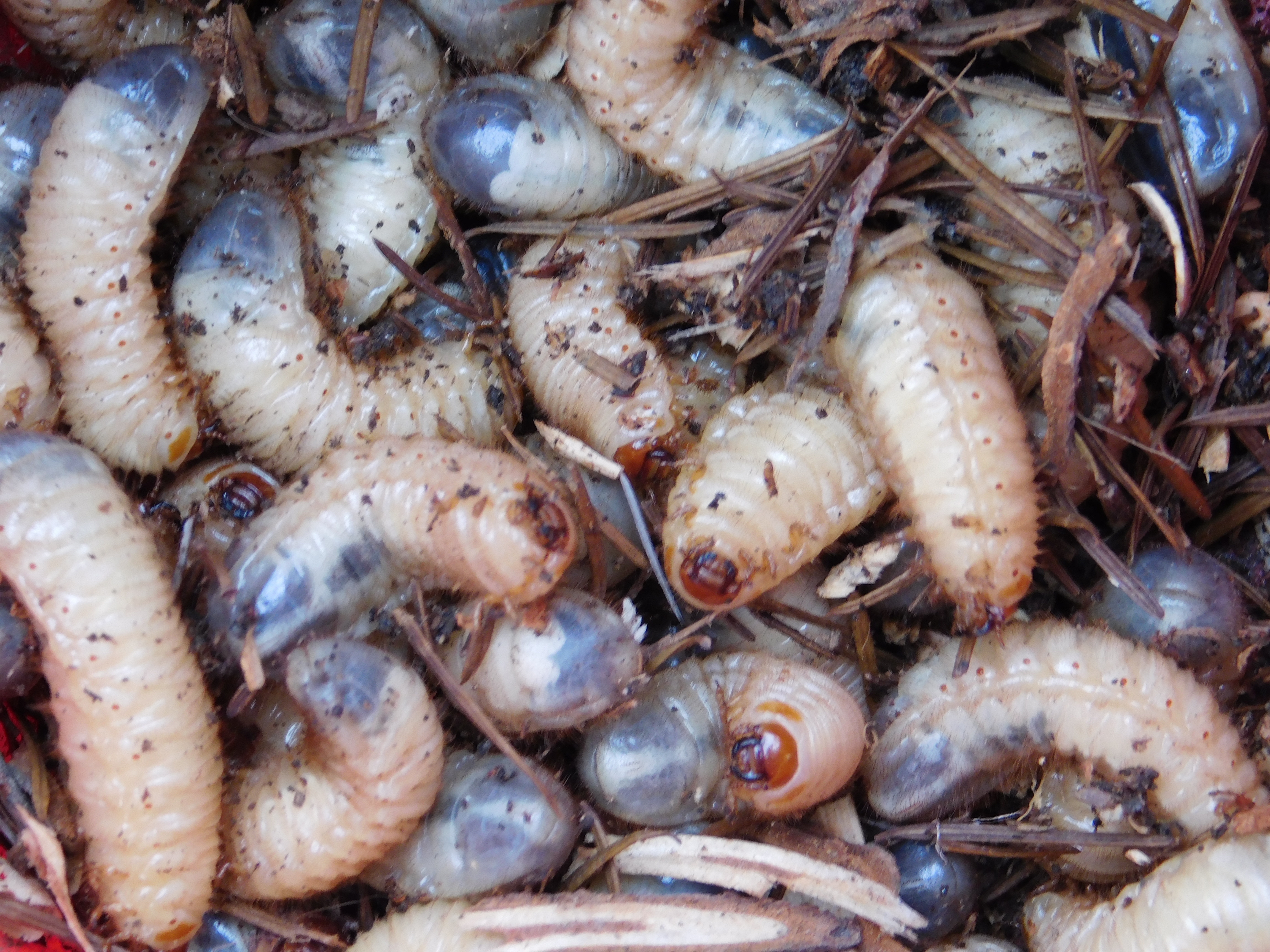
Ponravy chroustka letního

Chroustek letní (Amphimallon solstitiale (Linné, 1758)) je brouk z podřádu všežraví. Je rozšířen v mírném pásu Asie a Evropy s výjimkou dálného severu.

## Popis
Se svými 14–18 mm je chroustek letní zřetelně menší než jemu jinak podobný (a také příbuzný) chroust obecný, se kterým ho laik může zaměnit. Jeho tělo je žlutavé až rezavé a silně chlupaté. Má krovky se třemi vystouplými rýhami a vějířovitá tykadla se třemi destičkami. Nohy jsou oranžové a na jejich koncích se nacházejí háčky.

## Stanoviště
Žije v listnatých porostech na loukách, v lesích, polích a zahradách. Dospělce lze vidět od dubna do července.

## Život
Přes den požírá listy, rojí se za soumraku. Nedokáží se dobře orientovat, proto létají nemotorně a často narážejí do různých předmětů, popřípadě padají na zem nebo do vody, kde se posléze utopí. Samičky žijí častěji na zemi než samečkové. Larvy jsou označovány jako ponravy. Vyvíjejí se během tří (na severu čtyř) let v půdě, živí se kořínky trav a bylin.
Existují ještě některé velmi podobné příbuzné druhy, které jsou obecně označovány jako chroustci.